# Извън пътя
„Извън пътя“ е български игрален филм от 2017 година по сценарий и режисура на Николай Волев. Оператор е Орлин Руевски.

## Сюжет
Успешен в миналото драматург, изгубил творческото си вдъхновение и тръпката от брака, броди с джипа си сред красотата на българските планини. По време на един от преходите застараяващият творец среща прелестна муза на прага на женствеността. Близостта между 55-годишния Стефан и 19-годишната Салия, която търси душата си без посока, прераства в силна привързаност. Платоничната им връзка се движи по ръба на бръснача и причинява дълбоко страдание на дългогодишната предана съпруга на драматурга, актрисата Лидия. .

## Актьорски състав
| В главните роли                    | Изпълнител                            |
| ---------------------------------- | ------------------------------------- |
| драматургът Стефан Корадов         | Деян Донков                           |
| актрисата Лидия Корадова           | Аня Пенчева                           |
| циганката Салия                    | Сали Ибрахим - дъщеря на Сали Ибрахим |
| работодателката на Салия           | Петра „Хищната хиена“ Атанасова       |
| оперетната актриса и баба на Салия | Людмила Чешмеджиева                   |
| оперетния артист                   | Арон Аронов                           |
| бащата на Салия                    | Калин Сърменов                        |
|                                    | Иван Стаменов                         |
|                                    | Нено Илиев                            |
|                                    | Румен Угрински                        |
|                                    | Рин Ямамура                           |
|                                    | Майкъл Флеминг                        |
|                                    | Петя Димитрова                        |
|                                    | Ива Русинова                          |
|                                    | Полина Георгиева                      |
|                                    | Боян Арсов                            |
|                                    | Станислав Кондев                      |
|                                    | Йоана Влахинова                       |
|                                    | Натали Калудова                       |
|                                    | Венцислав Такев                       |
|                                    | Борис Таслев                          |

## Фестивали
- Участие на 25-и фестивала „Златна роза“ (Варна, 2017)